# Liptovská Štiavnica
Liptovská Štiavnica és un poble i municipi d'Eslovàquia que es troba a la regió de Žilina, al centre-nord del país.

## Demografia
| Godina             | 1994 | 2004    | 2014    | 2024    |
| ------------------ | ---- | ------- | ------- | ------- |
| Nombre de persones | 795  | 901     | 1122    | 1439    |
| Diferència         |      | +13,33% | +24,52% | +28,25% |

| Godina             | 2023 | 2024   |
| ------------------ | ---- | ------ |
| Nombre de persones | 1414 | 1439   |
| Diferència         |      | +1,76% |